# لرد بایرون (فیلم)
لرد بایرون (به انگلیسی: Lord Byron) فیلمی در ژانر کمدی-درام است.